# Max Hochstetter
Conrad Karl Max Hochstetter (* 15. Dezember 1877 in Berlin; † 19. August 1968 ebenda) war ein deutscher Schauspieler bei Bühne und Film.

## Leben und Wirken
Der Sohn des Maurermeisters Carl Hochstetter und seiner Frau Bertha, geb. Röhl, besuchte die Oberschule bis zum Abitur und nahm anschließend Schauspielunterricht bei Georg Dröscher, Schauspieler an den Königlichen Schauspielen, der Hochstetter 1907 an diese hoch angesehene Bühne holte. Dort debütierte er mit dem Melchthal in “Wilhelm Tell”. Es folgten Verpflichtungen nach Zittau, Wien, St. Gallen, kurzzeitig an das Deutsche Theater Berlin und an die ebenfalls in der Reichshauptstadt beheimatete Volksbühne sowie zuletzt, während des Zweiten Weltkriegs, an Tourneebühnen zur Truppenbetreuung.
In der Umbruchsphase von der Kaiserzeit zur ersten deutschen Republik Ende 1918 begann Max Hochstetter auch zu filmen. Anfänglich sah man ihn in den zu dieser Zeit höchst populären so genannten Aufklärungsfilmen wie Der Weg, der zur Verdammnis führt, später auch in allen möglichen anderen Filmgenres. Mit Beginn der NS-Zeit 1933 sah man Hochstetter auch in einer Reihe von Tonfilmen, bis er zum Jahresende 1937 die Arbeit vor der Kamera abrupt einstellte. 
Bis 1945 ist kein Festengagement Hochstetters am Theater mehr nachweisbar, jedoch kehrte er kurz nach Kriegsende auf die Bretter zurück und wurde Ensemblemitglied der Freilichtbühne Rehberge. Hochstetter hat vor allem in Shakespeare-Stücken Erfolge verzeichnen können, darunter Othello, Macbeth und Coriolanus. Er spielte aber auch erneut in “Wilhelm Tell” und als Meister Anton in Hebbels “Maria Magdalene”. Zuletzt in Berlin-Wilmersdorf wohnhaft, starb er 1968 im Städtischen Bürgerhaus-Hospital in Berlin-Charlottenburg.

## Filmografie
- 1918: Der Weg, der zur Verdammnis führt
- 1919: Der Weg, der zur Verdammnis führt, 2. Teil. Hyänen der Lust
- 1919: Der Kampf um die Ehe, zwei Teile
- 1919: Aus eines Mannes Mädchenjahre
- 1919: Dämon der Welt, 1. Teil
- 1920: Der Ruf aus dem Jenseits
- 1921: Eine Weiße unter Kannibalen
- 1922: Mignon
- 1925: Die rote Maus
- 1934: Wilhelm Tell
- 1934: Nur nicht weich werden, Susanne!
- 1935: Pole Poppenspäler
- 1936: Der Raub der Sabinerinnen
- 1936: Arzt aus Leidenschaft
- 1936: Verräter
- 1936: Fridericus
- 1937: Die gläserne Kugel
- 1937: Revolutionshochzeit